# Sant (Hinduismus)
Sant bezeichnet eine spirituell herausragende Persönlichkeit im Hinduismus oder in anderen indischen Religionen.

## Etymologie
Sant wird im Englischen meist mit „saint“ (dt. Heiliger) wiedergegeben, da dies etymologisch scheinbar nahe beieinander liegt. Richtig ist jedoch, dass „saint“ vom lateinischen sanctus stammt, während Sant eine Variante des Sanskrit सत, sat ist, was sowohl „Wahrheit“ als auch „Realität“ bedeutet. Ein Sant ist damit etymologisch eine Person, welche nach religiöser Auffassung die absolute Wahrheit kennt.

## Verwendung
Im 15. und 16. Jahrhundert werden insbesondere nordindische Dichter und Liedermacher als Sant bezeichnet, welche Gott im Sinne des Bhakti verehrten. Sie sprachen sich gegen jegliche institutionalisierte Religiosität aus und wurden im Laufe der Zeit meist als Gurus verehrt. Hervorzuheben ist hierbei, dass sie sowohl Hindus als auch Muslime ansprachen und sie zwischen diesen Bevölkerungsgruppen keine strikte Trennung vollzogen, obwohl eine solche Unterscheidung geläufig war. In jüngerer Zeit dient der Begriff auch zur Bezeichnung der Begründer der hinduistischen Bewegung Sant Mat, im Punjab auch generell für heilige Männer, die ein eremitisches Leben führen.

## Vertreter
Als Sants werden u. a. bezeichnet: 
- Nanak Dev
- Kabir